# Thérèse Casgrain

Thérèse Forget Casgrain (Quebec, 10 juliol del 1896 – Mont-real, 3 novembre del 1981) fou una senadora canadenca, sufragista i feminista.

## Biografia
Thérèse Forget nasqué a Saint-Irénée-els-Bains, Quebec, en el si d'una família rica, formada per Blanche MacDonald -Lady Forget- i Rodolphe Forget.
El 1905, estudia en el Dames du Sacré-Coeur, a Sault-au-Récollet. Son pare no la deixà estudiar en la universitat.
Es va casar amb Pierre-Françoise Casgrain, un polític liberal ric amb qui tingué quatre fills.

## Trajectòria
Al 1918,Thérèse Forget Casgrain acompanyà el marit a Ottawa amb motiu de l'obertura parlamentària. Allí pren consciència de la importància del dret al vot de les dones. Durant les anteriors eleccions federals, s'havia permés el vot a un cert nombre de dones, i el governador Brodin, més tard, adoptà la Llei del Sufragi Femení, un projecte de llei que concediria el dret al vot a les dones a partir dels 21 anys d'edat en les eleccions federals. Així i tot, al Quebec, les dones encara no podrien votar durant les eleccions provincials, ja que hi havia una forta oposició per part del clergat i l'elit conservadora per a ampliar la llei.

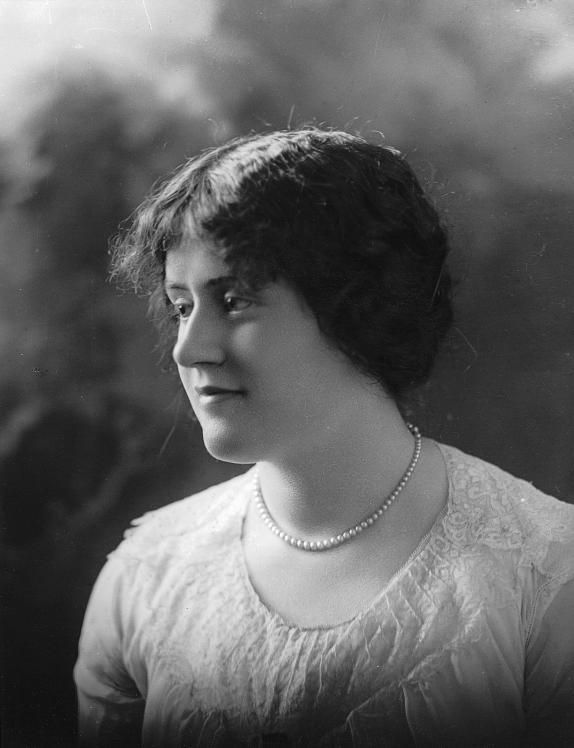
Thérèse, 1914

### Abans de la Segona Guerra Mundial

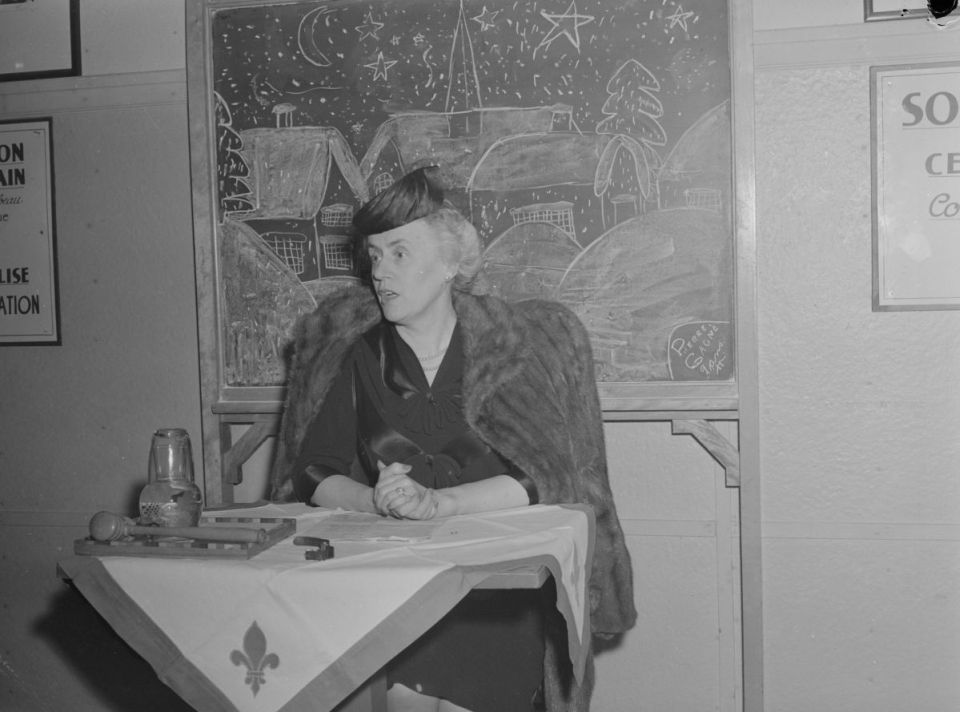
Thérèse Casgrain, en una conferència en el Consumidor Familiar Cooperatiu de Mont-real, 14 de gener de 1945

Casgrain va dirigir el moviment del sufragi femení a Quebec abans de la Segona Guerra Mundial. Fundà el Comité Provincial de Franquícies el 1921 i feu campanya pels drets de les dones i pel dret al vot en les eleccions del Quebec, un dret que no s'assolí fins al 1940. Del 1928 al 1942, fou dirigent de la Lliga pels Drets de les Dones. En la dècada del 1930, presenta un popular programa de ràdio: Dona.
En les eleccions federals del 1942 es presentà com a candidata liberal independent pel districte de Charlevoix-Saguenay, el mateix lloc que van ocupar abans el seu pare i el seu marit.

### Després de la Segona Guerra Mundial
Després de la Segona Guerra Mundial, deixà el Partit Liberal i entrà en la Federació Cooperativa de la Commonwealth socialdemòcrata. El 1948, esdevingué una de les vicepresidentes federals de la CCF. Va dirigir el Partit socialdemòcrata del Quebec, del 1951 al 1957, és a dir, la primera dona líder d'un partit polític al Canadà. Fou candidata del CCF en una elecció parcial federal del 1952, en les eleccions generals federals del 1953, 1957 i 1958 i candidata al Nou Partit Demòcrata en les eleccions generals federals del 1962 i 1963. Utilitzà la seua posició com a plataforma per a fer campanya contra el govern de Maurice Duplessis.
L'any 1960, feu una campanya contra les armes nuclears, i fundà al febrer del 1961 l'ala del Quebec en la Veu de Dones i en fou la presidenta nacional en el període 1962-1963. També fundà la Lliga dels drets humans al 1978 la Lliga dels drets i llibertats i la Federació de les dones del Quebec. El 1960, fou presidenta de l'ala del Quebec del Partit Democràtic Nou, i es va presentar a l'abril del 1963 a l'elecció federal canadenca.

### Darrers anys
El 1969, Casgrain fou elegida presidenta de l'Associació de Consumidors del Canadà, en la secció del Quebec. Casgrain succeí al president anglòfon, David Macfarlane, que considerava que la posició de la secció del Quebec era indefensable, ja que estava dominada per elements anglòfons i emprava l'anglés com a llengua de treball. Molts membres de l'associació esperaven que Casgrain resoldria aquest problema com a presidenta.
El primer ministre Pierre Trudeau nomenà a Casgrain per al Senat del Canadà el 1970, i hi fou com a independent durant nou mesos abans d'aconseguir l'edat de jubilació obligatòria de 75 anys. Com a senadora qüestionà la política del primer ministre sobre l'ús del napalm i exfoliatius de fabricació canadenca a Vietnam.
En la darrera dècada de la seua vida, es va comprometre a ajudar als drets de les dones indígenes.
Durant el referèndum de Quebec del 1980, estigué a favor de la independència del Quebec. En el cas d'Yvettes, reprengué a Lise Payette, ministra de la condició femenina.
Thérèse Casgrain va morir el 1981 i l'enterraren al Cementeri de Notre-Dame-des-Neiges a Mont-real.

## Reconeixements

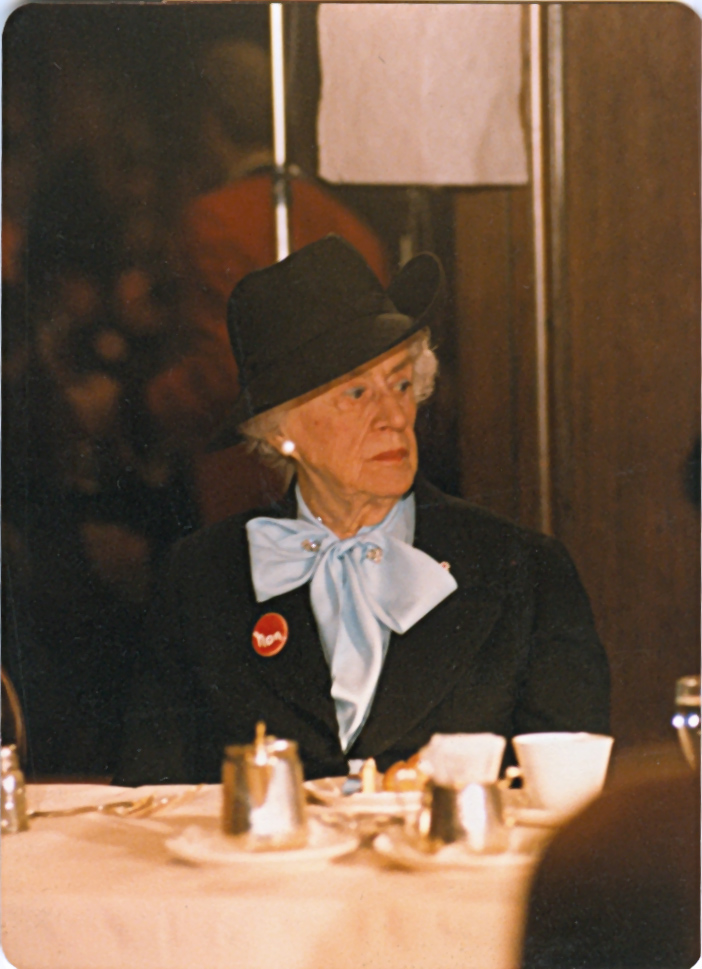
Casgrain al 1980

En reconeixement dels seus èxits, el 1967 fou nomenada Oficial de l'Orde del Canadà, i al 1974 l'ascendiren a Companya, el màxim grau. El 1968 va rebre un doctorat honorífic PhD de la Universitat de Mont-real.
El 1979, fou nominada per al premi del Governador General en Commemoració del Persons Case.
El 1974, el Loyola College, una de les institucions fundadores de la Universitat Concordia li concedí la Medalla Loyola. Va rebre un doctorat de Concordia el 1980.
El 1980 rebé el títol de Grand Montrealer en la categoria social. El 1981 li atorgaren un doctorat honorífic PhD de la Universitat de Windsor.
El 1982, el govern liberal de Pierre Trudeau creà el Premi de Voluntari Thérèse Casgrain. El 1990, es va suspendre aquest premi sota el ministeri conservador de Brian Mulroney, però es reprengué al 2001 amb el ministre liberal Jean Chrétien. El 2010, durant el ministeri conservador de Stephen Harper, el premi tornà a desaparéixer, i li canviaren el nom pel premi de Voluntari del "Primer ministre". El 2016 sota el govern liberal de Justin Trudeau el premi es tornà a rebatejat com a Thérèse Casgrain Lifetime Premi de Consecució del Voluntari.
El 1991-1992 rebé la medalla pòstuma de The Bar of Mont-real.
El 1985, El Correu del Canadà honorà Thérèse Casgrain amb un segell de franqueig. També al 2004 en el revés del bitllet de 50 dòlars de la Sèrie de Viatge canadenc juntament amb El Famós Cinc.
El 2012, Pauline Marois, primera dama del Quebec, inaugurà una estàtua de Casgrain, Marie Lacoste Gérin-Lajoie, Idola Sant-Jean i Marie-Claire Kirkland. L'estàtua, feta per Jules Lasalle, celebrava el 50é aniversari de Kirkland, la primera ministra canadenca.
El 2016, rebé pòstumament la comandància de l'Orde de Mont-real.

## Arxius
Els arxius de Thérèse Casgrain es conserven a Ottawa, a la Biblioteca i Arxius del Canadà. El número de referència n'és R7906, i comprenen el període des del 1818 fins al 1981. Consten de 2.05 metres de registres textuals i 534 fotografies.
Els arxius de la Fundació Thérèse F. Casgrain es conserven en el Centre d'arxius del Mont-real de la Biblioteca Nacional i Arxius de Quebec.